# تزوجي زوجي
تزوّجي زوجي (بالكورية: 내 남편과 결혼해줘) هو مسلسل تلفزيوني كوري جنوبي، من بطولة بارك من يونغ، نا إن وو، لي يي كيونغ، سونغ ها يون. وهو مبني على رواية ويب تحمل نفس الاسم، والتي تم تحويلها أيضًا إلى ويبتونز. عرض على قناة تي في إن في 1 يناير الى 20 فبراير 2024، بث ايام الإثنين والثلاثاء 20:50 بتوقيت (KST).

## القصة
تُقتل "كانغ جي وون" مريضة السرطان في مرحلته النهائية، على يد زوجها وصديقتها المفضلة بعد أن رأتهما يقيمان علاقة غرامية. تستفيق قبل عشر سنوات من وقوع الحادثة وتقرر السعي للانتقام بمساعدة "يو جي هايوك"، مدير في الشركة التي تعمل فيها. يتوجب عليها تصحيح مصيرها والتخلص من المنافقين في حياتها.

## الممثلون
- بارك من يونغ بدور كانغ جي وون: امرأة قُتلت على يد زوجها وصديقتها المفضلة، وتم إعادتها بالزمن "عشر سنوات" لتبدأ حياتها الجديدة والانتقام.[5]
- نا إن وو بدور يو جي هيوك: أكبر مساعد لـ جي وون في الانتقام والذي كان معجبًا بها.[5]
- لي يي كيونغ بدور بارك مين هوان: زوج جي وون قبل عودتها.[5]
- سونغ ها يون بدور جونغ سو مين: أفضل صديقة لـ جي-وون والتي كانت على علاقة بزوجها.[5]
- لي جي-كوانغ بدور بايك أون هو: طاهٍ وسيم وشعبي وزميل جي وون في المدرسة.[5]

### داعم
- غونغ مين جيونغ بدور يانغ جو ران: زميلة جي وون في العمل.[5]
- تشوي جيو ري في دور يو هي يون: عضو في فريق التسويق بشركة يوأندكي فود 1. وهي أيضًا أخت يو جي-هيون الصغيرة.[6]
- غوون بو آه[7]

## المشاهدات
| الموسم | الموسم | رقم الحلقة | رقم الحلقة | رقم الحلقة | رقم الحلقة | رقم الحلقة | رقم الحلقة | رقم الحلقة | رقم الحلقة | رقم الحلقة | رقم الحلقة | رقم الحلقة | رقم الحلقة | رقم الحلقة | رقم الحلقة | رقم الحلقة | رقم الحلقة | المتوسط |
| الموسم | الموسم | 1          | 2          | 3          | 4          | 5          | 6          | 7          | 8          | 9          | 10         | 11         | 12         | 13         | 14         | 15         | 16         | المتوسط |
| ------ | ------ | ---------- | ---------- | ---------- | ---------- | ---------- | ---------- | ---------- | ---------- | ---------- | ---------- | ---------- | ---------- | ---------- | ---------- | ---------- | ---------- | ------- |
|        | 1      | 1.277      | 1.378      | 1.553      | 1.842      | 1.902      | 1.942      | 2.307      | 2.144      | 2.537      | 2.634      | 2.816      | 2.801      | 2.751      | 2.772      | 2.840      | 2.938      | 2.277   |

وفقا لنيلسن كوريا، حطمت الحلقة الاخيرة من المسلسل متوسط تقيم 11.9% بحوالي 3 ملايين مشاهد، لتصبح انجح دراما بثت بفترة الاثنين والثلاثاء لقناة تي في إن.
| Ep.   | تاريخ البث     | تقييمات نيلسن كوريا | تقييمات نيلسن كوريا |
| Ep.   | تاريخ البث     | على الصعيد الوطني   | سيئول               |
| ----- | -------------- | ------------------- | ------------------- |
| 1     | 1 يناير 2024   | 5.211%              | 5.6%                |
| 2     | 2 يناير 2024   | 5.891%              | 6.2%                |
| 3     | 8 يناير 2024   | 6.420%              | 7.1%                |
| 4     | 9 يناير 2024   | 7.595%              | 7.861%              |
| 5     | 15 يناير 2024  | 7.372%              | 8.019%              |
| 6     | 16 يناير 2024  | 7.773%              | 8.329%              |
| 7     | 22 يناير 2024  | 9.359%              | 10.369%             |
| 8     | 23 يناير 2024  | 8.642%              | 9.177%              |
| 9     | 29 يناير 2024  | 9.844%              | 11.117%             |
| 10    | 30 يناير 2024  | 10.714%             | 11.765%             |
| 11    | 5 فبراير 2024  | 11.776%             | 13.036%             |
| 12    | 6 فبراير 2024  | 10.518%             | 11.324%             |
| 13    | 12 فبراير 2024 | 10.820%             | 12.050%             |
| 14    | 13 فبراير 2024 | 11.050%             | 11.617%             |
| 15    | 19 فبراير 2024 | 11.081%             | 12.178%             |
| 16    | 20 فبراير 2024 | 11.951%             | 12.485%             |
| متوسط | متوسط          | 9.126%              | 9.891%              |

## الإنتاج
المسلسل من كتابة سين يو-دام الذي كتب إيقاظ (2021)، ومن تخطيط استوديو دراغون وانتاج من قبل دي كي إي أند إم.

## إقتباسات
في 28 أبريل 2025، أعلنت أمازون برايم فيديو وسي جيه إي إن إم قسم اليابان، واستوديو دراجون وشوتشيكو عن نسخة يابانية للمسلسل ومخرجها أهن جيل-هو الذي أخرج سابقًا مسلسل المجد، وتولت انتاجه استوديو شوتشيكو بجانب جايرو بيكتشرز . بطولة فوكا كوشيبا وتاكيرو ساتوه وسي شيراسي، وعضو فرقة سوبر إيت يو يوكوياما، تم عرض المسلسل لأول مرة في 27 يونيو 2025.

## روابط خارجية
- الموقع الرسمي
 (بالكورية)
- تزوجي زوجي على هانسينما
- تزوجي زوجي على موقع IMDb (الإنجليزية)
- تزوجي زوجي على موقع فيلمافينيتي (الإسبانية)
- تزوجي زوجي على موقع ألو سيني (الفرنسية)
- تزوجي زوجي على موقع قاعدة بيانات الفيلم (الإنجليزية)